# Murallas de Cigales
Las murallas de Cigales son restos del recinto amurallado que recorría el núcleo urbano. Se han documentado dos murallas o reconstrucciones de las que apenas se conservan tramos. Sin embargo, aún se puede constatar su existencia en la Avenida de Valladolid, Calle Ronda de la Majada, Calle Templo y en el interior de edificaciones actuales.

## Historia

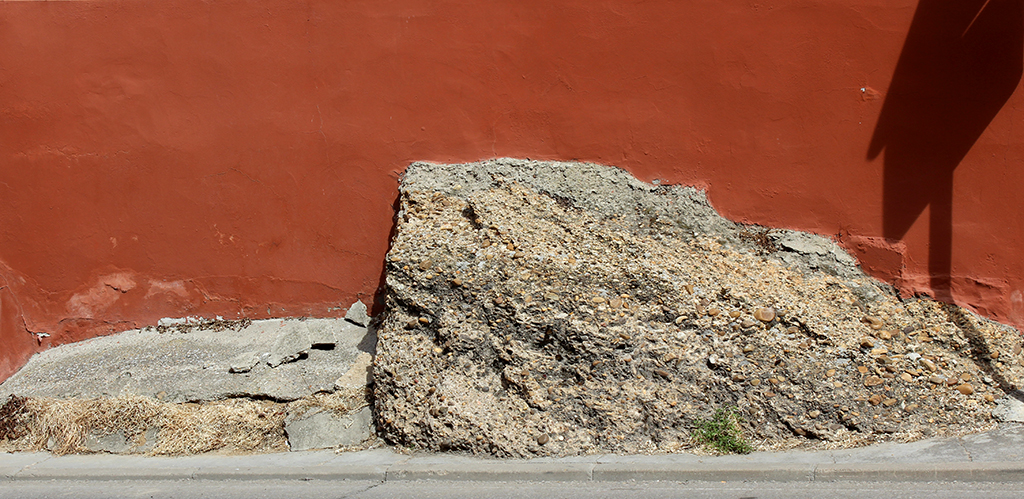
Restos de la Muralla en la Avenida de Valladolid.

Las primeras fueron derruidas en 1335, por mandato del rey Alfonso XI, evitando que Juan Núñez III de Lara, Señor de Cigales se hiciera fuerte contra el rey. Estás posteriormente fueron reconstruidas

En 1521, durante la revuelta de las Comunidades de Castilla, los comuneros estuvieron asentados en Cigales, fueron derribadas. Hacia el año 1565, ya estaban reconstruidas. En 1752, ya sin ningún valor militar, se empiezan a derruir. En la actualidad  su trazado puede adivinarse todavía siguiendo las distintas rondas y avenidas de Cigales.
Existieron cuatro puertas de acceso:
- Las del Barrio, situadas al final de la Calle Fray Antonio Alcalde.
- Las de Balboa, situadas en la Roda de Las Montoyas y la Avenida de Adolfo Vallejo.
- Las de Valladolid o de La Villa, situadas en la Calle Villa esquina con Calle Trinquete.
- Las de Santa María, situadas al final de la Calle Santa María.

También existieron varios portillos en Las Peñuelas, en la Majada, en Calle Los Montollas y en la Calle Sacramento.